# FC Schweighouse
Der FC Schweighouse (offiziell Football Club 1920 Schweighouse-sur-Moder) ist ein französischer Fußballverein aus der Gemeinde Schweighouse-sur-Moder (deutsch Schweighausen) im elsässischen Département Bas-Rhin.

## Geschichte
Der Verein wurde am 24. August 1920 in Schweighouse-sur-Moder gegründet, einer Gemeinde in der Nähe von Hagenau im Unterelsass.
Während der deutschen Besetzung Frankreichs im Zweiten Weltkrieg von 1940 bis 1944 nahmen die Fußballvereine aus Elsaß-Lothringen am Spielbetrieb des Deutschen Reichs teil. Der FC Schweighouse trat in dieser Zeit unter seinem deutschen Namen TuS Schweighausen an und schaffte 1941 den Aufstieg in die Gauliga Elsaß. Ein neunter Platz am Ende der Spielzeit 1941/42 führte zum Abstieg in die Bezirksklasse; 1943 gelang jedoch der erneute Aufstieg in die Gauliga. In der Spielzeit 1943/44 belegte Schweighausen den neunten und vorletzten Platz. Ein Abstieg fand nicht statt, da die Gauliga zur Spielzeit 1944/45 in zwei Staffeln geteilt wurde. Ein Spielbetrieb fand angesichts der Kriegsereignisse in Frankreich ab Juli 1944 nicht mehr statt. Seit 1945 spielte der Verein wieder als FC Schweighouse im elsässischen Ligensystem.
Am Ende der Saison 1966/67 stieg der Verein in die höchste französische Regionalklasse auf, die elsässische Ehrendivision (Division d´Honneur Alsace), der er bis 1974 angehörte.
In der wegen der COVID-19-Pandemie vorzeitig abgebrochenen Saison 2019/20 spielte der FC Schweighouse in der Staffel E der Liga Grand Est Régional 2, die zur siebten französischen Ligenebene gehört.